# كلانكش
كلانكش هي قرية في مقاطعة شبستر، إيران. عدد سكان هذه القرية هو 871 في سنة 2006.